# Монстер (Нідерланди)
Монстер (нід. Monster) — місто в нідерландській провінції Південна Голландія, на узбережжі Північного моря. Входить до муніципалітету Вестланд.
До 2004 року мало статус окремого муніципалітету.

## Визначні уродженці
- Аранча Рус (нар. 1990) — нідерландська тенісистка

## Галерея

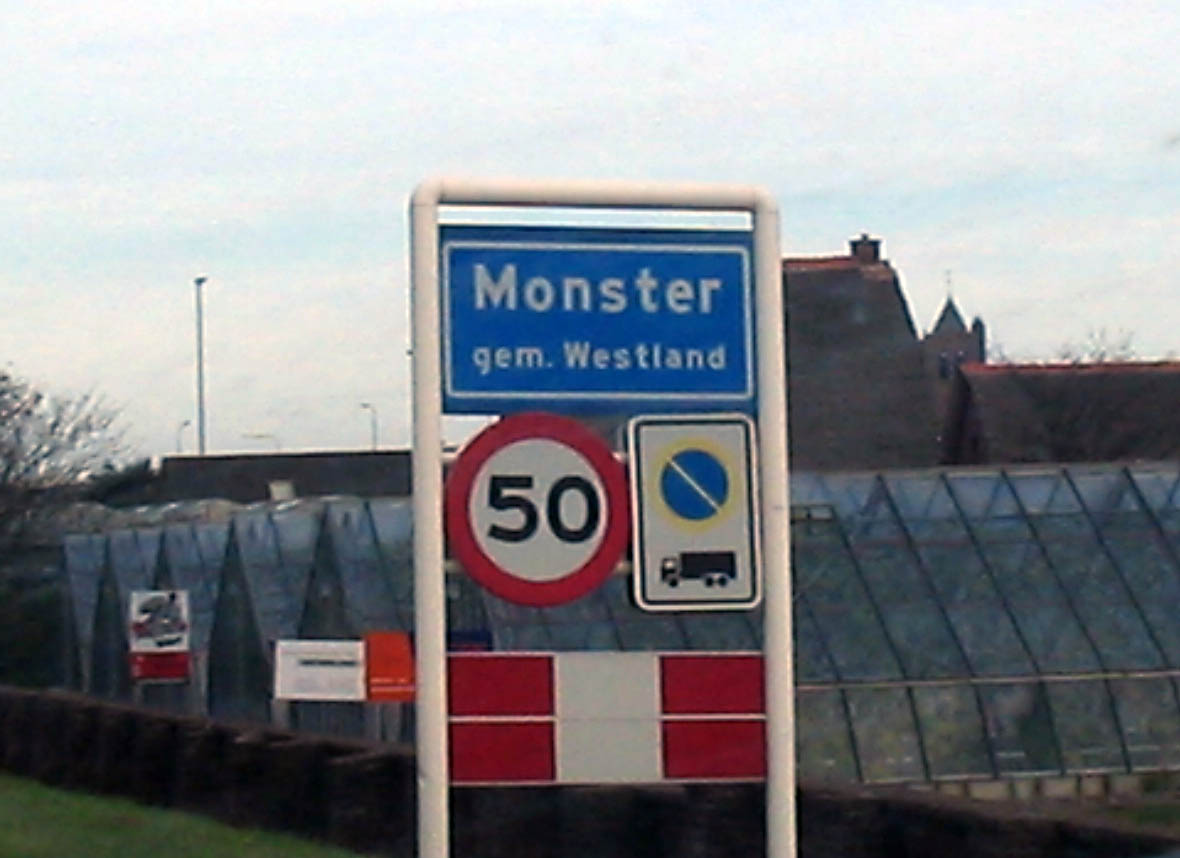
В'їзд до міста
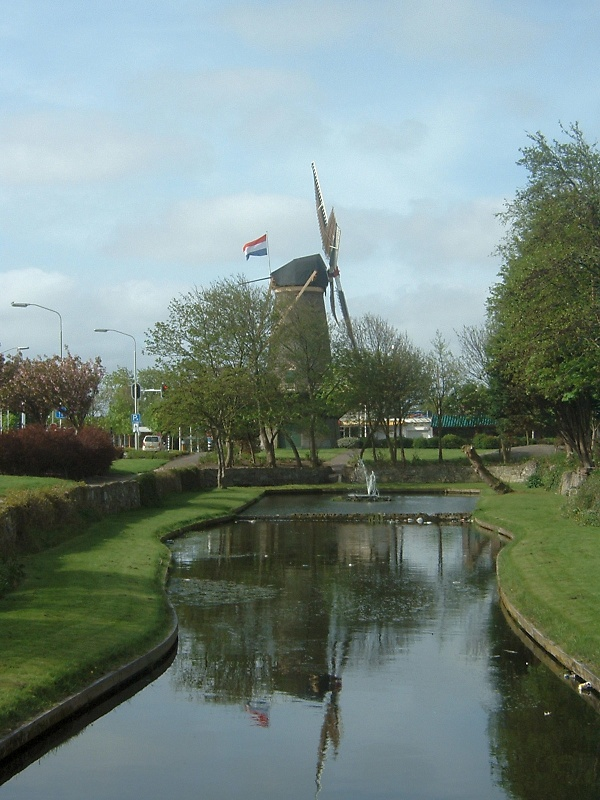
Вітряк у місті
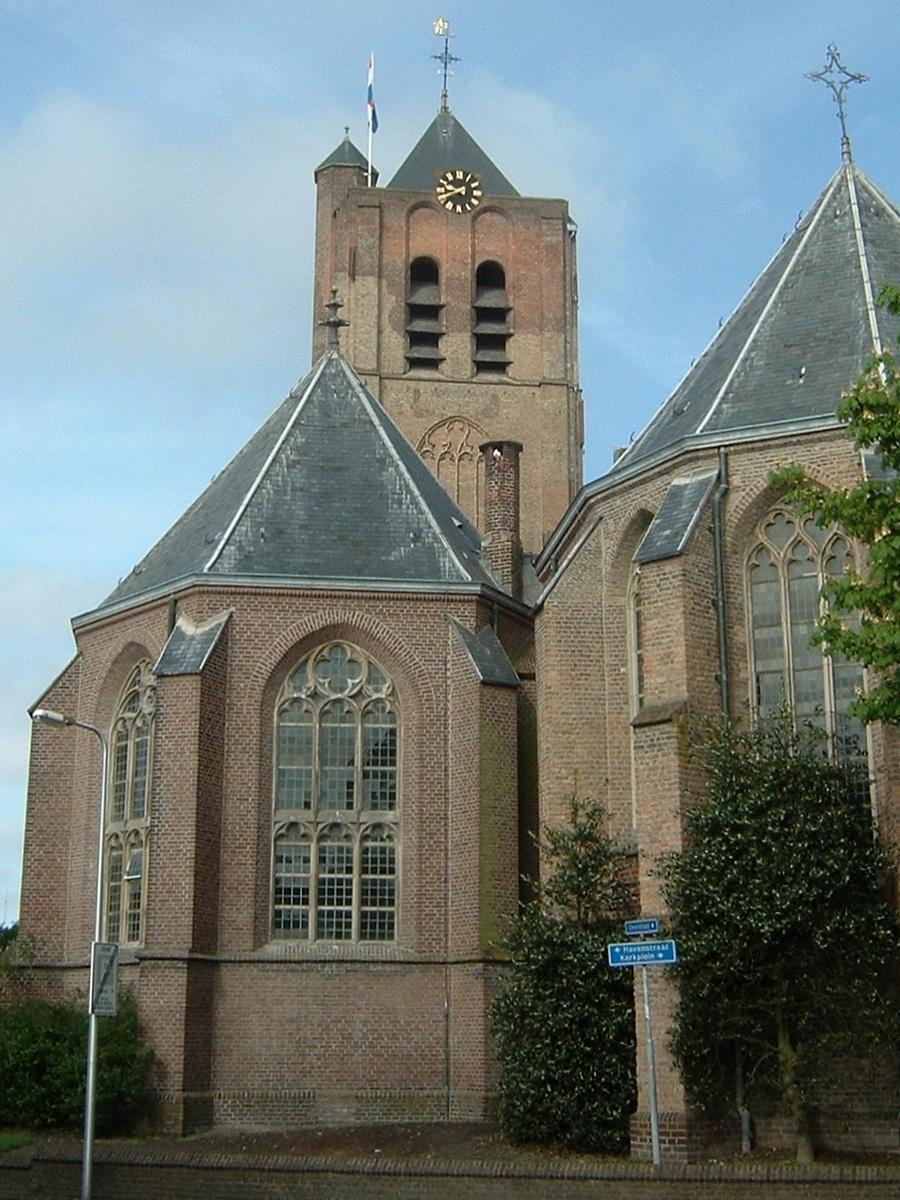
Міська церква
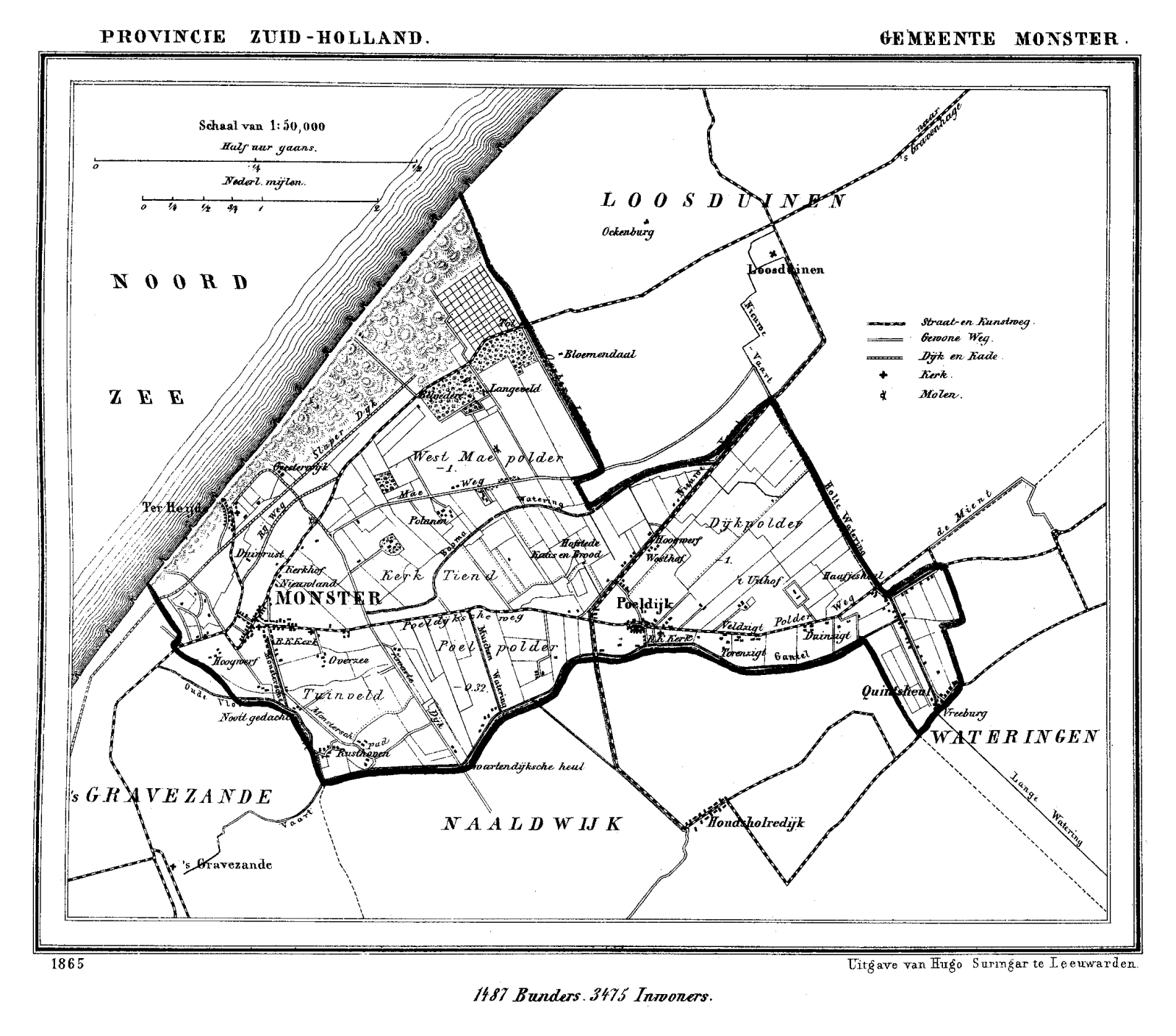
Історична мапа Монстера (1865)